# Louis de Culant

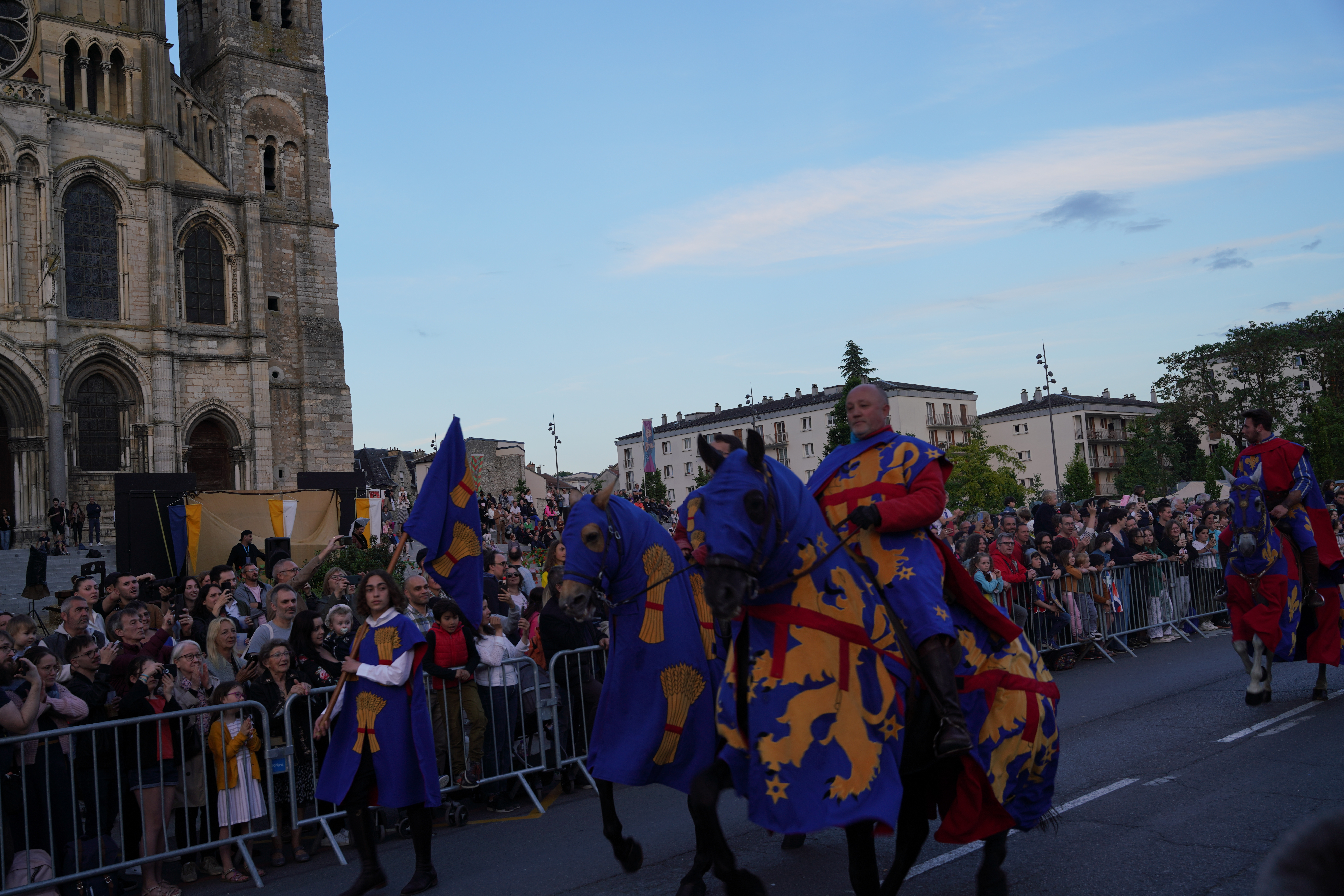
Louis de Culant à cheval lors des Fêtes johanniques de Reims en 2024.

 (mai 2012).
Si vous disposez d'ouvrages ou d'articles de référence ou si vous connaissez des sites web de qualité traitant du thème abordé ici, merci de compléter l'article en donnant les références utiles à sa vérifiabilité et en les liant à la section « Notes et références ».
Louis de Culant (1360 – 1444), est le baron de Culan et de Châteauneuf-sur-Cher, amiral de France et compagnon d'armes de Jeanne d'Arc, frère de Jean de Culant, seigneur de la Crête, oncle de Philippe, maréchal de France, et de Charles, grand maître de l'hôtel de France.

## Biographie
Fils d'Isabeau de Brosse et de de Guichard de Culant, seigneur de Culan, Saint-Amand, Drevant, la Creste et Chaugy.
Louis de Culant (futur amiral de France) assiste son cousin Jean de Brosse à la tête de l'armée de secours d'Orléans assiégée par les Anglais. Ses actions militaires lui valent du roi la charge de bailli de Melun qu'il reçoit le 4 novembre 1417, puis celle d'amiral de France en 1422.
Lorsque Charles VII est sacré à Reims, le 17 juillet 1429, Louis de Culant est l'un des trois seigneurs, avec Jean de Brosse, maréchal de France et Gilles de Rais (ce dernier fait maréchal de France le matin même), qui ont l'honneur de porter, depuis la basilique Saint-Remi jusqu'à la cathédrale, la Sainte ampoule, contenant le Saint chrême destiné à « oindre » le roi.
Il épousa Jeanne de Châtillon, dame de la Palisse et veuve de Gaucher de Passac, seigneur de la Creuzette et Saint-Jeanvrin, bienfaiteur de la Prée où se trouve son gisant,. Ils n'eurent pas de descendance.
Son neveu, Charles, aurait, ourdi un complot contre lui. Tombé en disgrâce, il se voit retirer en 1437 sa charge d'amiral de France.